# 6 marzo
Il 6 marzo è il 65º giorno del calendario gregoriano (il 66º negli anni bisestili). Mancano 300 giorni alla fine dell'anno.

## Eventi
- 12 a.C. – Ottaviano Augusto diviene Pontefice massimo e, nello stesso giorno, in occasione della Festum Vestae, viene insediato il culto di Vesta nella sua dimora sul Palatino;
- 113 – Viene innalzata a Roma la Colonna Traiana per celebrare la conquista della Dacia da parte dell'imperatore Traiano al termine delle sue campagne contro re Decebalo;
- 961 – Termina con la vittoria bizantina la spedizione navale condotta dal futuro imperatore Niceforo II Foca contro l'Emirato di Creta;
- 1280 – Abdica l'anziano 47º doge della Repubblica di Venezia, Jacopo Contarini (successore del doge Lorenzo Tiepolo);
- 1447 – Niccolò V diventa papa: oltre ad adottare per primo un piano organico di riassetto della città di Roma, durante il suo pontificato darà impulso allo sviluppo dell'Umanesimo;
- 1449 – Ducato di Savoia e Repubblica Ambrosiana stipulano un'alleanza contro Francesco Sforza, il quale a sua volta si allea con la Repubblica di Venezia, dando così inizio a un conflitto che si concluderà poi con la vittoria veneziano-sforzesca conseguita nella battaglia di Borgomanero dal condottiero della Serenissima, Bartolomeo Colleoni;
- 1475 – Nasce Michelangelo Buonarroti (a Caprese Michelangelo, provincia di Arezzo);
- 1479 – Trattato di Alcáçovas: il Portogallo cede alla Castiglia le Isole Canarie in cambio delle sue pretese sull'Africa occidentale;
- 1521 – Ferdinando Magellano scopre l'Isola di Guam;
- 1645 – Guerra dei trent'anni, battaglia di Jankov: l'esercito svedese di Lennart Torstenson sconfigge quello del Sacro Romano Impero Germanico;
- 1785 – Muore ad Alessandria il letterato e storico gesuita italiano Giulio Cesare Cordara;
- 1792 – Re Carlo IV di Spagna cede Orano (Algeria) all'Impero ottomano;
- 1820 – Il Compromesso del Missouri viene convertito in legge dal presidente statunitense James Monroe;
- 1836 – Battaglia di Fort Alamo: il generale Antonio López de Santa Anna dell'esercito messicano sconfigge i volontari texani a difesa del forte;
- 1853 – La traviata di Giuseppe Verdi debutta al Teatro La Fenice di Venezia con uno storico fiasco;
- 1869 – Dmitri Mendeleev presenta la prima tavola periodica alla Società Chimica Russa;
- 1899 – La Bayer registra l'aspirina come marchio commerciale;
- 1901 – A Brema un assassino tenta di uccidere Guglielmo II di Germania;
- 1902 – Viene fondato il Real Madrid;
- 1918 – La nave USS Cyclops della Marina degli Stati Uniti scompare nel Triangolo delle Bermude;
- 1938 – New Hampshire, USA: Johanne Kolstad arriva a 72 metri nel salto con gli sci, nuovo primato mondiale femminile che resterà imbattuto per 35 anni;
- 1940 – Guerra d'inverno: Finlandia e Unione Sovietica firmano un armistizio;
- 1943 – Viene combattuta in Tunisia la battaglia di Médenine tra le forze italo-tedesche di Erwin Rommel e Giovanni Messe e l'8ª Armata britannica di Bernard Montgomery;
- 1945 – In Romania si forma il primo governo dopo la seconda guerra mondiale;
- 1946 – Ho Chi Minh firma un accordo con la Francia che riconosce il Vietnam come stato autonomo nella Federazione Indocinese e nell'Unione francese;
- 1951 – Inizia il processo a Ethel e Julius Rosenberg;
- 1952 – Il criminale nazista Jürgen Stroop viene impiccato a Varsavia;
- 1953 – Georgij Malenkov succede a Iosif Stalin come premier e primo segretario del Partito Comunista dell'Unione Sovietica;
- 1957
  - I possedimenti britannici della Costa d'Oro e del Togoland diventano la Repubblica indipendente del Ghana;
  - Israele ritira le sue truppe dalla Penisola del Sinai;
- 1964 – Costantino II diventa re di Grecia;
- 1970 – Il sospetto omicida Charles Manson pubblica un album intitolato Lie: The Love and Terror Cult per finanziare la sua difesa;
- 1975
  - In Italia la maggiore età viene abbassata da 21 a 18 anni;
  - Accordi di Algeri: Iran e Iraq annunciano una soluzione della loro disputa sui confini;
- 1978
  - Durante una rapina a un'armeria romana viene ucciso il terrorista neofascista Franco Anselmi fondatore dei Nuclei Armati Rivoluzionari;
  - Joseph Paul Franklin spara a Larry Flynt, editore della rivista pornografica Hustler, che rimane paralizzato dalla vita in giù;
- 1983
  - La United States Football League inizia il suo primo anno di competizioni;
  - Viene presentato il Motorola DynaTAC, il primo telefono cellulare della storia[1];
- 1984 – Inizia lo sciopero dell'industria britannica del carbone che durerà per dodici mesi;
- 1987 – Il traghetto Herald of Free Enterprise si capovolge poco fuori dal porto di Zeebrugge: l'incidente costa la vita a 193 persone;
- 1992
  - Il virus informatico "Michelangelo" inizia a infettare i computer;
  - Viene istituito il nuovo comune di Fiumicino;
- 2005 – Rubate alcune opere (due litografie, l'acquerello Vestito blu, un autoritratto e il ritratto del commediografo August Strindberg) del pittore Edvard Munch appartenenti a una collezione privata dell'albergo Refsnes Gods, a sud di Oslo; le opere verranno ritrovate il giorno seguente;
- 2014 – L'orbiter Cassini della Missione spaziale Cassini-Huygens effettua il centesimo fly-by di Titano, il più grande satellite naturale di Saturno;
- 2018 – In Sri Lanka il governo proclama lo stato di emergenza, schierando l'esercito per le strade, col fine di prevenire gli scontri tra comunità buddhista e quella musulmana[2];

## Nati
Ci sono circa 1 250 voci su persone nate il 6 marzo; vedi la pagina Nati il 6 marzo per un elenco descrittivo o la categoria Nati il 6 marzo per un indice alfabetico.

## Morti
Ci sono circa 560 voci su persone morte il 6 marzo; vedi la pagina Morti il 6 marzo per un elenco descrittivo o la categoria Morti il 6 marzo per un indice alfabetico.

## Feste e ricorrenze

### Civili
Internazionali:
- Unione europea – Giornata europea dei Giusti

Nazionali:
- Ghana – Festa dell'indipendenza
- Italia – Giornata dei Giusti dell'umanità

### Religiose
Religione romana:
- Festum Vestae: ogni anno, in questa data, le vestali rinnovavano il Sacro Fuoco, ossia la fiamma perpetua che ardeva nel santuario consacrato alla dea Vesta.

Cristianesimo:
- San Cadroe di Metz, abate
- San Ciriaco di Treviri, sacerdote
- Santa Coletta di Corbie, clarissa
- San Crodegango di Metz, vescovo
- Sant'Evagrio di Costantinopoli, vescovo
- San Fridolino di Säckingen, abate
- San Giuliano di Toledo, vescovo
- San Marziano di Tortona, vescovo e martire
- Sant'Ollegario di Tarragona, vescovo
- Santi quarantadue martiri di Amorio in Siria
- Santa Rosa da Viterbo, vergine
- San Vittore e compagni, martiri di Nicomedia
- Beato Ponzio di Polignac, vescovo